# Дальневосточный государственный медицинский университет
Дальневосточный государственный ордена Трудового Красного знамени медицинский университет — медицинское высшее учебное заведение в г. Хабаровске. Создан в 1929 году.

## История
Недостаток медицинских кадров в первые годы Советской власти сдерживал развитие здравоохранения на Дальнем Востоке. Немногочисленные медицинские факультеты университетов СССР не могли обеспечить врачебными кадрами отдалённые районы страны.
Дальневосточный (с 1939 года — Хабаровский) государственный медицинский институт был создан на основании Постановления СНК РСФСР от 24 мая 1929 г. № 65. В соответствии с этим постановлением 7 декабря 1929 г. Президиум краевого исполнительного комитета вынес решение о строительстве высших учебных заведений в городе Хабаровске, в том числе об открытии медицинского института. Институт разместился в двухэтажном здании бывшей средней школы им. В. И. Ленина, в котором до революции была женская гимназия (ныне второй учебный корпус). Верхний этаж был отведён под общежитие. К 1935 году было надстроено ещё два этажа, и здание стало четырёхэтажным.
2 октября 1930 года 106 студентов-первокурсников приступили к плановым занятиям. Сначала сложно было организовать набор студентов из-за того, что среди жителей территории было очень мало молодежи со средним (тогда 9-летним) образованием. Количество студентов в институте, как отмечал секретариат Далькрайкома ВКП(б) в январе 1932 года, значительно отставало от потребности края во врачах. Секретариат Далькрайкома обязал городские и районные комитеты ВКП(б) обеспечить комплектование института, а краевому комитету ВЛКСМ было поручено мобилизовать для учёбы в мединституте 200 комсомольцев.
В 1931 году при институте был организован рабочий факультет (рабфак), в 1932 году его отделение было открыто в городе Артёме. На рабфаках в то время организованно проводилась довузовская подготовка будущих студентов, исходно не имевших среднего образования. Рабфак просуществовал до 1938 года. В 1932 году в вузе было открыто заочное отделение, преобразованное затем в вечернее отделение, оно просуществовало до 1935 года. Вечернее отделение открывалось ещё дважды (1965—1976 годах состоялось 5 выпусков; 1982—1990 годах — 2 выпуска врачей).
В первые годы существования вуза не хватало нужного оборудования, учебных пособий, не было читального зала. Базой для клиник служила 150-коечная краевая больница, железнодорожная больница на 50 коек, психиатрическая больница на 75 коек, окружной военный госпиталь на 150 коек. На одной клинической базе обычно работало несколько кафедр. На базе кафедры факультетской хирургии находилась и кафедра госпитальной хирургии. Обе эти кафедры возглавлял профессор С. В. Гейнац. Однако все трудности становления были успешно преодолены. В 1935 г. в институте работало уже 23 кафедры, число студентов превысило 500. В том же году состоялся первый выпуск, дипломы получили 70 человек. Остальные 36 студентов, поступивших в вуз в 1930 г., получили дипломы средних медицинских работников после окончания 3-го курса.
В 2010-е годы Дальневосточный государственный медицинский университет осуществляет приём около 200 абитуриентов на один факультет.

## Факультеты
- Лечебный факультет
- Педиатрический факультет
- Стоматологический факультет
- Медико-гуманитарный факультет
- Факультет фармации и биомедицины[1]
- Факультет высшего сестринского образования с отделением среднего специального образования
- Факультет повышения квалификации и профессиональной переподготовки специалистов
- Факультет довузовского образования
- Медико-фармацевтический колледж
- Факультет сексуального воспитания